# Grenoble-Isère flygplats
Grenoble-Isère flygplats är en flygplats belägen 40 kilometer nordväst om Grenoble, Frankrike. 
Flygplatsen grundades år 1968 strax före öppnandet av de Olympiska vinterspelen 1968. Flygplatsen trafikeras främst av charterbolag, med resor till skidorter i franska Alperna. Flygplatsen hade 320 119 passagerare under 2014.
Ett campus för École nationale de l'aviation civile (franska civila luftfartsuniversitetet) ligger vid flygplatsen.